# 1956 en cyclisme
| Années du cyclisme : 1953 - 1954 - 1955 - 1956 - 1957 - 1958 - 1959    |
| Décennies du cyclisme : 1920 - 1930 - 1940 - 1950 - 1960 - 1970 - 1980 |

Les faits marquants de l'année 1956 en cyclisme.

## Par mois

### Février
- 5 février : comme l'an dernier l'Espagnol José Gil Sole gagne la Course de côte du Mont Agel . C'est sa troisième victoire en tout dans cette épreuve.
- 12 février :
  - l'Espagnol Miguel Bover gagne le Tour d'Andalousie.
  - le Français Francis Anastasi gagne la Ronde d'Aix en Provence. L'épreuve ne reprendra qu'en 1960.
- 19 février : le Français Jacques Dupont gagne le Grand Prix de Saint-Raphaël.
- 26 février :
  - l'Italien Nello Fabbri gagne Sassari-Cagliari.
  - le Français Jean Lerda gagne le Grand Prix de Nice.

### Mars
- 4 mars :
  - le Belge Henri Denys gagne Kuurne-Bruxelles-Kuurne.
  - le Français Jean Bobet gagne Gênes-Nice.
- 11 mars :
  - le Suisse Ferdi Kubler gagne Milan-Turin.
  - le Belge Ernest Sterckx gagne le Circuit Het Volk et devient recordman de victoires avec 3 succès dans cette épreuve.
  - l'Espagnol René Marigil gagne le Tour du Levant.
  - le Français Joesph Mirando gagne le Grand Prix de Cannes.
  - l'Espagnol José Gil Sole gagne la Course de côte du Mont Faron contre la montre.
- 17 mars : le Belge Fred de Bruyne gagne Paris-Nice.
- 18 mars : le Belge Marcel Rijckaert gagne le Circuit des 11 villes pour la deuxième fois..
- 19 mars : le Belge Fred de Bruyne gagne Milan-San Remo.
- 21 mars : le Français Francis Anastasi gagne le Grand Prix de Monaco pour la deuxième fois.
- 25 mars :
  - le Belge Rik Van Looy gagne sa première victoire d'importance en remportant Gand-Wevelgem. Sous peu il deviendra l'Empereur d'Herentals sa majesté Rik 2. Ce coureur de tempérament en plus d'un mental pourvu d'une grande volonté avait les plus grosses cuisses du peloton. Il lui est arrivé de briser des rayons de roues en sprintant, d'où sa réputation de briseur de roues.
  - le Français Roger Hassenforder gagne le Critérium national de la route.pour la deuxième fois.
  - première des 5 manches du championnat d'Italie sur route. L'Italien Giuseppe Minardi gagne le Tour de la province de Reggio de Calabre pour la deuxième fois.
  - l'Espagnol Francisco Masip gagne le Trophée Masferrer pour la deuxième fois.
- 29 mars : l'Italien Angelo Conterno gagne le Tour de Campanie.
- 31 mars : le Belge Jan Brankart gagne le Grand Prix de la Banque.

### Avril
- 1er avril : l'espagnol Miguel Bover gagne le Grand Prix de Pâques.
- 2 avril : le Français Jean Forestier gagne en solitaire le Tour des Flandres.
- 3 avril :
  - l'Espagnol Antonio Ferraz gagne le Grand prix de Navarre.
  - le Français René Fournier gagne Paris-Camembert.
- 8 avril : le Français Louison Bobet gagne Paris-Roubaix.
- 15 avril :
  - le Belge Lucien Demunster gagne " A Travers la Belgique".
  - l'Italien Pietro Polo gagne le Tour de Sicile.
  - l'Allemand Walter Becker gagne le Tour des 4 Cantons.
- 22 avril :
  - le Belge Rik Van Looy gagne Paris-Bruxelles.
  - l'Espagnol Cosme Barrutia gagne le Grand Prix de Printemps.
  - l'Espagnol Antonio Barrutia gagne la Subida a Arrate pour la deuxième fois. Il est à noter que les deux frères Barrutia gagne une épreuve chacun le même jour.
  - le Français Valentin Huot gagne la Course de côte du Mont Faron en ligne.
  - le Belge Karel Clerckx gagne Bruxelles-Charleroi-Bruxelles.
- 25 avril : le Français Marcel Rijckaert gagne la Nokere Koerse.
- 29 avril :
  - le Néerlandais Wim Van Est devient champion des Pays-Bas sur route.
  - le Belge Richard Van Genechten gagne la Polymultipliée pour la deuxième fois.
  - le Belge Stan Ockers gagne Rome-Naples-Rome.
  - le Belge Willy Vannitsen gagne le Circuit des Régions Fruitières.
  - le Belge Frans Van Looveren gagne le Circuit des Ardennes Flamandes.

### Mai
- 1er mai : le Néerlandais Harrie de Boer gagne le Grand Prix Hoboken.
- 5 mai : le Belge Richard Van Genechten gagne la Flèche wallonne.
- 6 mai :
  - le Belge Fred de Bruyne gagne Liège-Bastogne-Liège. C'est Richard Van Genechten qui gagne le Week End Ardennais.
  - le Suisse Carlo Clerici gagne le Championnat de Zurich.
  - l'Italien Pierino Baffi gagne le Tour de Romagne.
- 11 mai : l'Italien Emilio Conterno gagne le Tour d'Espagne.
- 13 mai : 
  - l'Italien Pasquale Fornara gagne le Tour de Romandie.
  - le Belge Jan Adriaensens gagne les 4 jours de Dunkerque.
  - le Belge Rik Van Looy gagne le Tour des Pays-Bas.
  - le Belge Karel Clerkx gagne le Tour des 3 Provinces Belge.
- 16 mai : l'Italien Fiorenzo Magni gagne le Tour du Piémont pour la deuxième fois.
- 17 mai : le Français Antonin Rolland gagne le Grand Prix du Midi libre pour la Deuxième fois.
- 20 mai : le Belge Rik Van Steenbergen gagne le Circuit du Limbourg pour la deuxième année d'affilée.
- 21 mai :
  - le Français Louis Caput gagne le Tour de l'Oise.
  - le Belge Lode Anthonis gagne la Flèche Hesbignonne.
  - le Belge Gilbert Desmet gagne le Circuit de Flandre Orientale.
- 22 mai : le Belge André Vlayen gagne le Tour de Belgique.
- 23 mai : l'Italien Giuseppe Minardi gagne la première demi étape de la 5e étape du Tour d'Italie Mantoue-Rimini. l'Italien Fausto Coppi chute mais parvient à rejoindre la ligne d'arrivée où il est constaté qu'il est touché aux vertèbres. Il doit abandonner et porter durant 2 mois un corset orthopédique.
- 26 mai : le Luxembourgeois Charly Gaul gagne le Tour de Luxembourg.
- 27 mai le Belge Germain Derijcke gagne Mandel-lys-Escault

### Juin
- 2 juin : le Belge Roger Verplaetse gagne le Circuit des Régions Flamandes.
- 3 juin :
  - le Français Bernard Gauthier gagne Bordeaux-Paris pour la troisième fois.
  - l'Espagnol Gabriel Company gagne la Vuelta a los Puertos. L'épreuve ne reprendra qu'en 1962.
  - le Français Tino Sabbatini gagne le Circuit de l'Indre.
  - le Suisse Fausto Lurati gagne le Tour du Nord-Ouest de la Suisse.
- 10 juin : le Belge Willy Schroders gagne le Circuit de Belgique Centrale.
- 13 juin : le Belge Joseph Schils gagne Bruxelles-Ingooigem.
- 15 juin : le Luxembourgeois Charly Gaul gagne le Tour d'Italie.
- 17 juin :
  - le Belge Alex Close gagne le Critérium du Dauphiné libéré.
  - l'Italien Bruno Tognaccini gagne le Trophée Matteotti.
- 19 juin : l'Italien Ercole Baldini gagne le Manx Trophy. L'épreuve ne reprendra qu'en 1959.
- 21 juin : l'Espagnol Emilio Diaz gagne le Tour des Asturies.
- 23 juin : le Suisse Rolf Graf gagne le Tour de Suisse.
- 24 juin :
  - l'Italien Nello Fabbri gagne le Tour de Toscane.
  - le Français René Privat gagne les Boucles de la Seine.
- 25 juin : le Français Joseph Morvan gagne Paris-Bourges.
- 29 juin : sur le Vélodrome Vigorelli à Milan, le Français Jacques Anquetil bat le Record du monde de l'heure en parcourant 46,189 km.

### Juillet
- 1er juillet :
  - deuxième manche du championnat d'Italie sur route. L'Italien Giorgio Albani gagne le Tour de Vénétie.
  - le Luxembourgeois Charly Gaul devient champion du Luxembourg sur route.
  - le Suisse Rolf Graf devient champion de Suisse sur route.
  - le Belge André Vlayen devient champion de Belgique sur route.
  - le Français Bernard Gauthier devient champion de France sur route.
- 5 juillet : départ du Tour de France. Le Français André Darrigade gagne la première étape entre Reims et Liège, devant le Suisse Fritz Schaer et le Britannique Brian Robinson, tous dans lemême temps. Darrigade prend le maillot jaune.
- 6 juillet : le Belge Fred de Bruyne gagne au sprint la deuxième étape du Tour de France entre Liège et Lille, devant ses trois compagnons d'échappée, les Français Pierre Pardoën et Jean Malléjac et le Luxembourgeois Jean Pierre Schmitz. Au classement général, le Français André Darrigade reste premier.
- 7 juillet : l'Italien Arrigo Padovan gagne au sprint la troisième étape du Tour de France entre Lille et Rouen, devant ses compagnons d'échappée, le Belge Gilbert Desmet, les Français Claude Leber et le Français François Mahé, tous dans le même temps. Desmet prend le maillot jaune, devant Mahé à 32 secondes et Huyghe à 1 minute 57 secondes.
- 8 juillet :
  - le contre-la-montre de la première demi-étape de la quatrième étape du Tour de France autour des Essarts est remporté par le Luxembourgeois Charly Gaul, devant le Belge Jan Brankart à 27 secondes, l'Espagnol Federico Bahamontes à 32 secondes, le Belge Stan Ockers à 33 secondes. Au classement général, Desmet reste maillot jaune, devant Mahé et Huyghe.
  - la deuxième demi-étape Rouen-Caen est emportée au sprint par le Français Roger Hassenforder, devant ses cinq compagnons d'échappée. Darrigade reprend le maillot jaune, devant Vooting à 1 minute 30 secondes et le Français Nello Lauredi à 2 minutes 53 secondes.
- 9 juillet : le Français Joseph Morvan gagne au sprint la cinquième étape du Tour de France Caen-Saint Malo, devant ses dix compagnons d'échappée. Pas de changement en tête du classement général.
- 10 juillet : le Belge Fred de Bruyne gagne au sprint la sixième étape du Tour de France Saint Malo-Lorient, devant ses 17 compagnons d'échappée. Darrigade, huitième de l'étape, reste maillot jaune, devant les Néerlandais Daan de Groot (6e de l'étape) à 5 minutes 13 secondes, et Léo Van der Pluym (12e de l'étape) à 5 minutes 27 secondes.
- 11 juillet :
  - l'Italien Alessandro Fantini gagne au sprint la septième étape du Tour de France Lorient-Angers, devant un groupe qui compte 31 coureurs. Au classement général, le Français Roger Walkowiak, 19e de l'étape prend le maillot jaune, devant les Français Fernand Picot (12e de l'étape) à 1 minute 22 secondes, et Gilbert Scodeller (26e de l'étape) à 2 minutes 53 secondes.
  - le Belge Germain Derijcke gagne le Circuit des Monts du sud-Ouest.
- 12 juillet : l'Espagnol Miguel Poblet gagne au sprint la huitième étape du Tour de France Angers-La Rochelle, devant ses 12 compagnons d'échappée. Pas de changement au classement général pour le trio de tête.
- 13 juillet : le Français Roger Hassenforder gagne au sprint la neuvième étape du Tour de France La Rochelle-Bordeaux, devant le Néerlandais Léo Van der Pluym, le Français Claude Leber à 55 secondes. Au classement général le Français Roger Walkowiak reste en tête, devant le Français Fernand Picot à 1 minute 22 secondes, le Néerlandais Gerrit Voorting à 5 minutes 7 secondes.
- 15 juillet : le Belge Fred de Bruyne gagne au sprint la dixième étape du Tour de France Bordeaux-Bayonne, devant le Français André Darrigade, le Belge Gilbert Desmet puis leurs 14 compagnons d'échappée. Le Néerlandais Gerrit Voorting, onzième de l'étape, prend le maillot jaune, devant Darrigade à 1 minute 43 secondes, le Français Nello Lauredi (5e de l'étape) à 1 minute 53 secondes.
- 16 juillet : l'Italien Nino Defilippis gagne au sprint la onzième étape du Tour de France Bayonne-Pau qui emprunte le col d'Aubisque, 2eme le Belge Stan Ockers, 3eme le Français André Darrigade, 4eme le Français Jean Forestier, 5eme le Luxembourgeois Charly Gaul, 6eme l'Espagnol Federico Bahamontes, 7eme le Belge Jan Brankart, 8eme le Français Roger Walkowiak, 9eme le Néerlandais Wout Wagtmans, 10eme le Français Valentin Huot, 11eme le Belge Jan Adriaensens, 12eme le Français Gilbert Bauvin tous même temps. Le Belge Gilbert Desmet est 17eme à 3 minutes 31 secondes, l'Italien Pasquale Fornara est 27eme à 4 minutes 7 secondes, le Néerlandais Gerrit Voorting est 33eme à 4 minutes 15 secondes, le Français Nello Lauredi termine 35eme à 4 minutes 24 secondes. Au classement général,  Darrigade reprend une nouvelle fois le maillot jaune, 2eme Adriaensens à 1 minute 8 secondes, 3eme Voorting à 2 minutes 19 secondes, 4eme Lauredi à 4 minutes 12 secondes, 5eme Bauvin à 5 minutes 41 secondes, 6eme Desmet à 6 minutes 59 secondes, Walkowiak est 7eme à 7 minutes 21 secondes.
- 17 juillet :
  - le Luxembourgeois Jean Pierre Schmitz gagne en solitaire la 12eme étape du Tour de France Pau-Luchon qui emprunte les cols d'Aspin et de Peyresourde (le Tourmalet est absent du parcours pour la première fois), 2eme le Français Fernand Picot à 2 minutes 8 secondes, 3eme l'Espagnol Bernardo Ruiz à 2 minutes 10 secondes, l'Espagnol Federico Bahamontes se classe 10eme à 5 minutes 24 secondes, le Belge Stan Ockers 15eme à 7 minutes 39 secondes règle au sprint un groupe où se trouvent, le Français Roger Walkowiak 21eme, le Français Gilbert Bauvin 23eme, le Luxembourgeois Charly Gaul 24eme, le Français Nello Lauredi 25eme et le Belge Jan Brankart 26e, tous même temps. Le Belge Jan Adriaensens finit 28eme à 8 minutes 12 secondes, le Néerlandais Gerrit Voorting termine 42e à 10 minutes 35 secondes, le Français André Darrigade est 64eme à 14 minutes 6 secondes, le Belge Gilbert Desmet arrive 65e à 14 minutes 17 secondes. Au classement général, Adriaensens prend le maillot jaune, 2eme Lauredi à 2 minutes 53 secondes, 3eme Voorting à 3 minutes 47 secondes, 4eme Bauvin à 3 minutes 54 secondes, 5eme Darrigade à 4 minutes 57 secondes, 6e Picot à 5 minutes 8 secondes, 7e Walkowiak à 5 minutes 40 secondes. Pour Marcel Bidot, le directeur sportif de l'équipe de France, le choix du leader de l'équipe se pose sur Bauvin. Lauredi étant moins régulier sur une course de trois semaines.
  - l'Italien Elio Gerussi gagne le Grand Prix de Fourmies.
- 18 juillet : l'Italien Nino Defilippis gagne au sprint la 13e étape du Tour de France Luchon-Toulouse qui emprunte les cols des Ares, de Portet d'Aspet et de Latrape, 2e le Français Fernand Picot, 3e le Belge Stan Ockers. Le dernier sommet étant éloigné de Toulouse, le peloton se dirige groupé vers l'arrivée. Le Français Gilbert Bauvin chute, Marcel Bidot délègue tous les équipiers tricolores (sauf André Darrigade et René Privat) pour faire revenir Bauvin dans le peloton. Mais les autres favoris en profite pour prendre leurs distances avec ce dernier. Avant l'arrivée Darrigade crève, il termine 50eme à 2 minutes 14 secondes, le pauvre Bauvin finit 54eme à 3 minutes 46 secondes. Après l'arrivée Darrigade éclate en sanglots reprochant à Bidot la perte du gain de l'étape, en l'ayant abandonné au profit de Bauvin. Darrigade oublie qu'il était dans le peloton avec Privat et que ce dernier devait lui offrir sa roue. Le choix de Bidot s'avérera le bon, et si Bauvin perd le Tour c'est a cause de cette chute, comme on s'en apercevra plus tard. au classement général, 1er le Belge Jan Adriaensens, 2e le Français Nello Lauredi à 2 minutes 53 secondes, 3eme le Néerlandais Gerrit Voorting à 3 minutes 47 secondes, 4e le Français Fernand Picot à 4 minutes 38 secondes, 5eme le Français Roger Walkowiak à 5 minutes 40 secondes, 6eme Darrigade à 7 minutes 11 secondes.
- 19 juillet : le Français Roger Hassenforder gagne au sprint la 14eme étape du Tour de France Toulouse-Montpellier, devant ses 4 compagnons d'échappée, 2eme le Néerlandais Daan de Groot , 3eme le Néerlandais Wout Wagtmans, 4eme l'Espagnol Federico Bahamontes, 5eme le Français Claude Leber, tous même temps. Arrivent ensuite des hommes intercalés et le sprint du peloton est remporté par le Français André Darrigade 20eme à 17 minutes 25 secondes. Au classement général, 1er le Belge Jan Adriaensens, 2eme Wagtmans à 1 minute 13 secondes, 3eme l'Italien Bruno Monti (9eme de l'étape à 1 minute 15 secondes) à 2 minutes 44 secondes, 4eme le Français Nello Lauredi à 2 minutes 53 secondes, 5eme le Néerlandais Gerrit Voorting à 3 minutes 47 secondes
- 20 juillet : le Français Joseph Thomin au sprint gagne la 15e étape du tour de France Montpellier-Aix en Provence, devant ses 5 compagnons d'échappée, 2e le Français Jean Forestier, 3e l'Italien Pietro Giudici, l'Italien Arrigo Padovan 7e à 14 secondes remporte le sprint du peloton, le Néerlandais Wout Wagtmans 30eme fait partie de ce groupe. l'Italien Bruno Monti finit 54e à 6 minutes 25 secondes et le Belge Jan Adriaensens termine 80eme à 8 minutes 46 secondes, il perd le maillot jaune. Au classement général, Wagtmans prend le maillot jaune, le Français Nello Lauredi 2eme est à 1 minute 40 secondes, 3eme le Néerlandais Gerrit Voorting à 2 minutes 34 secondes, 4eme le Français Fernand Picot à 3 minutes 25 secondes, 5eme le Français Roger Walkowiak à 4 minutes 27 secondese. Il y a repos le 21 juillet.
- 22 juillet :
  - le Français Jean Forestier gagne au sprint la 16eme étape du Tour de France Aix en Provence-Gap qui emprunte les cols du Pointu, de l'Homme Mort et de la Sentinelle, en devançant ses 10 compagnons d'échappée, 2eme l'Italien Pierino Baffi, 3eme le Portugais Antonio Barbosa, l'Espagnol Federico Bahamontes 8eme même temps fait partie de ce groupe. Le Français Nello Lauredi 13eme à 7 minutes 40 secondes arrive détaché devant le peloton, que règle au sprint le Français Fernand Picot 15eme à 7 minutes 47 secondes. Le Belge Jan Brankart finit 45eme à 8 minutes 32 secondes, il n'est plus que l'ombre du coureur qu'il était l'an passé. Au classement général, 1er le Néerlandais Wout Wagtmans , 2eme Lauredi à 1 minute 33 secondes, 3eme le Néerlandais Gerrit Voorting à 2 minutes 27 secondes, 4eme Picot à 3 minutes 25 secondes, 5eme le Français Roger Walkowiak à 4 minutes 27 secondes. Bahamontes sagement a su remonter à la 13eme place à 18 minutes 8 secondes, l'écart qui n'est pas excessif avant les étapes des Alpes.
  - l'Allemand Valentin Petry devient champion de RFA sur route.
- 23 juillet : l'Italien Nino Defilippis gagne au sprint la 17eme étape du Tour de France Gap-Turin qui emprunte les cols de l'Izoard, de Montgenèvre et de Sestrières, en devançant ses 14 compagnons d'échappée, 2eme le Belge Stan Ockers, 3eme le Français Gilbert Bauvin, 4eme l'Italien Gastone Nencini, 5eme le Français Roger Walkowiak, 9eme l'Espagnol Federico Bahamontes, 10eme le Néerlandais Wout wagtmans, 15eme le Belge Jan Adriaensens. Le Français Nello Lauredi arrive 20eme à 7 minutes 21 secondes et le Belge Jan Brankart termine 61eme à 20 minutes 20 secondes. Au sommet de Sestrières Gaul, avec 3 minutes d'avance, avait creusé l'écart sur les autres favoris, mais il restait 90 KM à parcourir jusqu'à Turin. Gaul a été repris à 24 KM de l'arrivée. Au classement général Wagtmans reste en tête, 2eme Walkowiak à 4 minutes 27 secondes, 3eme Bauvin à 6 minutes 33 secondes, 4eme  Adriaensens à 7 minutes 19 secondes, 5eme Lauredi à 8 minutes 54 secondes. Bahamontes 9eme à 18 minutes 8 secondes reste menaçant.
- 24 juillet : le Luxembourgeois Charly Gaul gagne en solitaire la 18e étape du Tour de France Turin-Grenoble qui emprunte les cols du Mont-Cenis, de la Croix de Fer et du Luitel, 2eme le Belge Stan Ockers à 3 minutes 22 secondes, 3eme l'Italien Gastone Nencini à 7 minutes 29 secondes, 4eme l'Espagnol Federico Bahamontes, 5eme le Français Roger Walkowiak, tous même temps. Le Français Gilbert Bauvin est 8eme à 9 minutes 19 secondes, l'Italien Nino Defilippis termine 11eme à 11 minutes 17 secondes, le Belge Jan Adriaensens finit 23eme à 13 minutes 21 secondes, le Néerlandais Wout Wagtmans arrive 30eme à 16 minutes 38 secondes, le Français Nello Lauredi se classe 34eme à 17 minutes 42 secondes. Gaul a forgé sa victoire en s'envolant sur les pentes du Luitel, Bahamontes a raté le coche en ne l'accompagnant pas. Walkowiak excellent grimpeur s'avère un candidat sérieux pour la victoire finale. Au classement général Walkowiak reprend le maillot jaune, 2eme Bauvin à 3 minutes 56 secondes, 3eme Wagtmans à 4 minutes 12 secondes, 4eme Adriaensens à 8 minutes 44 secondes, 5eme Defilippis à 11 minutes 2 secondes, 6eme Bahamontes à 13 minutes 41 secondes. Gaul 17eme à 36 minutes 8 secondes a beaucoup de regrets.
- 25 juillet :
  - le Belge Stan Ockers gagne en solitaire la 19e étape du Tour de France, courue entre Grenoble et Saint-Étienne. Walkowiak reste premier du classement général.
  - l'Espagnol José Michelenna gagne le Grand Prix de Villafranca.
- 26 juillet : la vingtième étape du Tour de France, disputée  contre la montre entre Saint-Étienne et Lyon, est remportée par l'Espagnol Miguel Bover, devant le Belge Jan Adriaensens à 1 seconde et le Français Claude Leber à une minute et une seconde. Le Français Roger Walkowiak, 24e de l'étape, garde le maillot jaune, devant Bauvin à 1 minute 25 secondes et Adriaensens à 3 minutes 44 secondes.
- 28 juillet :
  - l'Italien Gastone Nencini gagne au sprint la 22e étape du Tour de France entre Montluçon et Paris, en devançant ses 17 compagnons d'échappée. Le Français Roger Walkowiak gagne le Tour de France, devant le Français Gilbert Bauvin et le Belge Jan Adriaensens. Le Belge Stan Ockers remporte le classement par points, symbolisé par le maillot vert, pour la deuxième année d'affilée. Le Luxembourgeois Charly Gaul remporte le Grand Prix de la montagne, qui n'a pas de maillot distinctif, pour la deuxième année d'affilée. Pour la première fois, aucun des quatre premiers du classement général n'ont remporté d'étape.
  - le Belge Frans Schoubben gagne le Tour du Limbourg.
- 31 juillet : le Belge Rik Van Looy gagne le Grand Prix de l'Escaut.

### Août
- 2 août : le français raphaël Geminiani gagne le Bol d'Or des Monedières.
- 5 août : l'Italien Gastone Nencini gagne les Trois vallées varésines.
- 5 août : l'Espagnol Antonio Ferraz devient champion d'Espagne sur route.
- 16 août : 3e manche du championnat d'Italie sur route. L'Italien Pierino Baffi gagne Milan-Vignola. L'épreuve ne sera pas disputée en 1957 et reprendra en 1958.
- 18 août :
  - l'Espagnol Salvador Botella gagne le Tour de Majorque. L'épreuve ne reprendra qu'en 1965.
  - le Belge Pierre Machiels gagne le Circuit Hageland-Campine Sud. L'épreuve ne reprendra qu'en 1962.
- 21 août : le Belge Lucien Mathys gagne le Grand prix de Zottegem.
- 25 août :
  - l'Espagnol Roberto Morales gagne le Grand Prix de LLodio.
  - à Ballerup (Danemark) le Néerlandais Frans Mahn devient champion du monde amateur sur route.
- 26 août : à Ballerup (Danemark) le Belge Rik Van Steenbergen devient champion du monde sur route pour la deuxième fois, son compatriote Rik Van Looy est médaille d'argent et le Néerlandais Gerrit Schulte est médaille de bronze.
- 27 août-2 septembre : championnats du monde de cyclisme sur piste au Vélodrome d'Ordrup de Copenhague (Danemark). L'Italien Antonio Maspes est champion du monde de vitesse professionnelle pour la deuxième année d'affilée. Le Français Michel Rousseau est champion du monde de vitesse amateur. L'Italien Guido Messina est champion du monde de poursuite professionnelle pour la troisième année d'affilée. L'Italien Ercole Baldini est champion du monde de poursuite amateur.
- 28 août : le Belge Joseph Schils gagne la Coupe Sels.

### Septembre
- 1er septembre : l'Espagnol Aniceto Utset gagne le Tour de Catalogne.
- 2 septembre :
  - l'Italien Nello Velucchi gagne le Grand Prix de Camaiore.
  - l'Italien Bruno Tognaccini gagne le Tour d'Ombrie. L'épreuve ne reprendra qu'en 1970.
  - le Belge Pierre Machiels gagne la Flèche Anversoise.
- 4 septembre :
  - le Belge Rik Van Looy gagne le Grand Prix de Brasschaat.
  - le Français Valentin Huot gagne le Circuit des boucles de l'Aulne.
- 9 septembre : 4e manche du championnat d'Italie sur route. L'Italien Danilo Barozzi gagne le Grand Prix de Prato pour la deuxième fois.
- 13 septembre : le Belge Léon Van Daele gagne le Championnat des Flandres.
- 16 septembre :
  - l'Irlandais Seamus Elliott gagne le Grand Prix d'Isbergues.
  - le Français Marcel Fernandez gagne la Poly Lyonnaise.
- 19 septembre : sur le Vélodrome Vigorelli à Milan, l'Italien Ercole Baldini bat le Record du monde de l'heure en parcourant 46,393 km.
- 20 septembre : le Polonais Edouard Kablinski gagne le Grand Prix d'Orchies pour la deuxième année d'affilée.
- 23 septembre :
  - le Français Jacques Anquetil gagne le Grand Prix des Nations pour la quatrième fois d'affilée.
  - l'Italien Cleto Maule gagne le Tour des Apennins.
- 27 septembre : le Belge Léon de Daele gagne le Circuit du Houtland.
- 30 septembre :
  - 5e manche du championnat d'Italie sur route. l'Italien Vasco Modena gagne le Trophée Bernocchi. À l'issue de la course l'Italien Giorgio Albani devient champion d'Italie sur route.
  - le Britannique Alan Jackson devient champion de Grande-Bretagne sur route NCU.
  - le Britannique Mike England devient champion de Grande-Bretagne sur route BLRC.

### Octobre
- 1er octobre : le Belge Stan Ockers décède des suites des blessures qu'il a reçues lors de sa chute survenue le 29 septembre dernier sur le vélodrome d'Anvers.
- 3 octobre : l'Italien Idro Bui gagne la Coupe Sabatini.
- 4 octobre : l'Italien Bruno Monti gagne le Tour d'Émilie .
- 7 octobre :
  - le Français Albert Bouvet gagne Paris-Tours.
  - l'Espagnol José Gil Sole gagne la Course de côte de la Turbie. L'épreuve ne sera pas disputée en 1957 et reprendra en 1958.
- 10 octobre : l'Italien Fausto Coppi gagne le Grand Prix de Lugano pour la troisième fois.
- 16 octobre : le Belge Roger Verplaetse gagne le Grand Prix de Clôture.
- 17 octobre : l'Italien Silvano Tessari gagne la coupe Agostini.
- 21 octobre : le Français André Darrigade gagne le Tour de Lombardie devant l'Italien Fausto Coppi. Coppi à tout tenter pour vaincre, on a longtemps cru que son échappée irait au bout. Mais l'Italien Fiorenzo Magni qui finira troisième de la course demande à Pinella de Grandi le directeur sportif de la Bianchi de faire rouler l'équipe Bianchi derrière Coppi. Coppi est l'ancien leader de la Bianchi d'où son amertume quand il est rejoint à l'entrée du Vélodrome. Mais sur le Vélodrome Vigorelli de Milan Coppi fait un sprint magnifique, le public croit en sa victoire lorsque Darrigade sur le fil le bat, remportant ainsi pour la Bianchi, son équipe, le bouquet de la victoire.
- Le Belge Fred de Bruyne remporte le Challenge Desgranges-Colombo.

### Novembre
- 4 novembre : le Suisse Rolf Graf et le Français André Darrigade gagnent le Trophée Baracchi devant les Italiens Fausto Coppi et Riccardo Filippi. À la suite de cette nouvelle défaite de Coppi face à Darrigage la Gazzetta dello sport  titre " le destin de Coppi s'appelle Darrigade".

## Principales naissances
- 22 juin : Alfons De Wolf, cycliste belge.
- 15 août : Régis Clère, cycliste français († 9 juin 2012).
- 27 septembre : Pascal Simon, cycliste français.
- 12 décembre : Johan van der Velde, cycliste néerlandais.
- 8 juillet : Jean-René Bernaudeau : cycliste puis directeur sportif français.

## Principaux décès
- 1er octobre : Stan Ockers, cycliste belge. (° 3 février 1920).